# Robert Rønnes
Robert Rønnes, född 1959 i Horten, är en norsk fagottist.

## Utbildning
Rønnes studerade för Knut Bjærke och Torleif Nedberg vid norska musikhögskolan och för Roger Birnstingl vid konservatoriet i Genève. Han fortsatte sedan att studera hos Gwydion Brooke i London och därefter hos Valeri Popov i Moskva.

## Karriär
Mellan 1981 och 2007 var han fagottist i Stavanger symfoniorkester men var även en period 1988 med i Stockholms filharmoniska orkester.
Han har framträtt som solist i Europa, Ryssland, Kina och USA och har även givit Master class-utbildningar vid flera musikuniversitet i Skandinavien, Frankrike, Kina och i Tjajkovskij-konservatoriet i Morskva.
Han är lärare till professor Dag Jensen, professor Ole Kristian Dahl och sin son Kristian Oma Rønnes.

## Kompositör
Förutom sin karriär som fagottist arbetar Rønnes också som kompositör och var medlem i Föreningen norska Tonsättare (Norska Komponistforening) från 1992 til 2018 när han avbröt medlemskapet. Hans kompositioner har spelats i flera länder runt om i världen och lockar en stor publik. Han har fått flera uppdrag som finansieras genom det norska kulturrådet.
Han har även skrivit egna kompositioner för fagott, däribland fagottsonater i olika stilar och några är i barock-stil.